# Хевсуртсопелі
Хевсуртсопелі (груз. ხევსურთსოფელი) — село в Грузії.
За даними перепису населення 2014 року в селі проживає 215 осіб.